# Thomas Mavros
Thomas Mavros (řecky Θωμάς Μαύρος; * 31. května 1954, Kallithea) je bývalý řecký fotbalista. Hrál za kluby Panionios GSS a AEK Athény. Čtyřikrát byl nejlepším ligovým kanonýrem (1978, 1979, 1985 a 1990), dohromady nastřílel 260 branek v 501 zápase, což je rekord Řecké superligy. V řecké reprezentaci odehrál 36 zápasů a jedenáctkrát skóroval, zúčastnil se mistrovství Evropy ve fotbale 1980.